# Адміністративний поділ М'янми
За конституції 2008 року М'янма є  федеративною державою. Країна розділена на 7 адміністративних областей (တိုင်းဒေသကြီး) (до введення нової конституції 2008 року вони називалися тайн бірм. တိုင္) і 7 штатів (п'їне) (національних областей) (бірм.  ပည္).
Області і штати діляться на райони (kayaing), які в свою чергу складаються з міст (мьо) і сільських волостей (мьоне). Міста діляться на міські квартали (якве), волості — на групи сіл (чейюа).
| Тип                     | Назва          | Назва                               | Ксть. одиниць |
| ----------------------- | -------------- | ----------------------------------- | ------------- |
| Штат                    | ပြည်နယ်           | IPA: pjìnɛ̀                          | 7             |
| Область                 | တိုင်းဒေသကြီး          | IPA: táɪɴ dèθa̰ dʑí                  | 7             |
| Адміністративна столиця | ပြည်တောင်စုနယ်မြေ       | IPA: pjìdàʊɴzṵnɛ̀mjè                 | 1             |
| Самоврядні зони         | ကိုယ်ပိုင်အုပ်ချုပ်ခွင့်ရဒေသ  | IPA: kòbàɪɴ ʔoʊʔtɕʰoʊʔ kʰwɪ̰ɴja̰ dèθa̰ | 5             |
| Самоврядні області      | ကိုယ်ပိုင်အုပ်ချုပ်ခွင့်ရ တိုင်း | IPA: kòbàɪɴ ʔoʊʔtɕʰoʊʔ kʰwɪ̰ɴja̰ táɪɴ | 1             |

## Структура
| Рівень                             | 1                                  | 2           | 3             | 4              | 5 |
| ---------------------------------- | ---------------------------------- | ----------- | ------------- | -------------- | - |
|                                    | Адміністративна столиця (ပြည်တောင်စုနယ်မြေ) | Район (ခရိုင်) | Волость (မြို့နယ်) | Квартал (ရပ်ကွက်) | - |
| Область (တိုင်းဒေသကြီး) Штат (ပြည်နယ်)        | -                                  | Район (ခရိုင်) | Волость (မြို့နယ်) | Квартал (ရပ်ကွက်) |   |
| Область (တိုင်းဒေသကြီး) Штат (ပြည်နယ်)        | Групи сіл (ကျွေးရွာအုပ်စု)                  | Район (ခရိုင်) | Волость (မြို့နယ်) | Село (ကျွေးရွာ)      |   |
| Самоврядні області (ကိုယ်ပိုင်အုပ်ချုပ်ခွင့်ရတိုင်း) | Групи сіл (ကျွေးရွာအုပ်စု)                  | Район (ခရိုင်) | Волость (မြို့နယ်) | Село (ကျွေးရွာ)      |   |
| Самоврядні зони (ကိုယ်ပိုင်အုပ်ချုပ်ခွင့်ရဒေသ)    | Групи сіл (ကျွေးရွာအုပ်စု)                  | -           | Волость (မြို့နယ်) | Село (ကျွေးရွာ)      |   |

## Адміністративні одиниці

Самокеровані зони М'янми

### Адміністративні області і штати
| №                           | Найменування          | Оригінальна | Адміністративний центр | Площа, км² | Населення, чол. (2012) | Щільність, чол./км² |
| --------------------------- | --------------------- | ----------- | ---------------------- | ---------- | ---------------------- | ------------------- |
| Адміністративні області     |                       |             |                        |            |                        |                     |
| 1                           | Іраваді (Ейяваді)     | ဧရာဝတီတိုင်းဒေသကြီး   | Пантейн                | 35138      | 7759243                | 220,82              |
| 2                           | Пегу (Багоу)          | ပဲခူးတိုင်းဒေသကြီး     | Пегу                   | 39404      | 5678069                | 144,10              |
| 3                           | Магуе (Магуе)         | မကွေးတိုင်းဒေသကြီး     | Магуе                  | 44820      | 5379497                | 120,02              |
| 4                           | Мандалай (Мандалай)   | မန္တလေးတိုင်းဒေသကြီး   | Мандалай               | 37024      | 8563619                | 231,30              |
| 5                           | Сікайн (Сагайн)       | စစ်ကိုင်းတိုင်းဒေသကြီး   | Сікайн                 | 94625      | 5840971                | 61,73               |
| 6                           | Танінтаї (Тенассерім) | တနင်္သာရီတိုင်းဒေသကြီး  | Тавой (Доуе)           | 43343      | 1650982                | 38,09               |
| 7                           | Янгон (Рангун)        | ရန်ကုန်တိုင်းဒေသကြီး   | Янгон                  | 10171      | 6732734                | 661,95              |
| Штати (національні області) |                       |             |                        |            |                        |                     |
| 8                           | Чин (Хакха)           | ချင်းပြည်နယ်      | Хакха                  | 36019      | 516660                 | 14,34               |
| 9                           | Качин (М'їчина)       | ကချင်ပြည်နယ်     | М'їчина                | 89041      | 1509351                | 16,95               |
| 10                          | Кая (Каренні)         | ကယားပြည်နယ်      | Лойко                  | 11733      | 349875                 | 29,82               |
| 11                          | Карен (Каїн)          | ကရင်ပြည်နယ်     | Пхаан                  | 30 383     | 1 733 281              | 57,05               |
| 12                          | Мон (Моулмейн)        | မွန်ပြည်နယ်      | Молам'яйн (Mawlamyine) | 12 257     | 3 035 435              | 247,65              |
| 13                          | Ракхайн (Аракан)      | ရခိုင်ပြည်နယ်     | Сітуе (Акьяб)          | 36 778     | 3 132 651              | 85,18               |
| 14                          | Шан (Таунджи)         | ရှမ်းပြည်နယ်      | Таунджи                | 155 801    | 5 315 503              | 34,12               |
| Всього                      | Всього                | Всього      | Всього                 | 676 577    | 57 197 871             | 84,54               |

Представники титульних національних меншин (чини, качини, кая, карени, мони, араканці , шани) і деяких інших народностей, посилаючись на конституцію 1947 року, вимагають відновлення федеративного устрою держави і ведуть збройну боротьбу за національну автономію чи незалежність. Ряд екстремістських угруповань (таких, як Національна соціалістична рада Нагаленду та інші) виступають за повне відділення і створення незалежних держав на територіях проживання етнічних груп нага, мізо, зо та ін., які зараз входять до складу М'янми та Індії.

### Самоврядні зони та області
Конституція 2008 року в М'янмі декларувала створення нових національних самоврядних одиниць. Їх назви були оприлюднені в бірманській пресі в серпні 2010 року. Всього таких одиниць було створено 6:
| Назва                   | Оригінальна      | Склад                                 | Населення | Площа, км² |
| ----------------------- | ---------------- | ------------------------------------- | --------- | ---------- |
| Самоврядна зона Дану    | ဓနုကိုယ်ပိုင်အုပ်ချုပ်ခွင့်ရဒေသ  | (об'єднує 2 волості в штаті Шан)      |           |            |
| Самоврядна зона Кокан   | ကိုးကန့်ကိုယ်ပိုင်အုပ်ချုပ်ခွင့်ရဒေသ | (об'єднує 2 волості в штаті Шан)      |           |            |
| Самоврядна зона Нага    | နာဂကိုယ်ပိုင်အုပ်ချုပ်ခွင့်ရဒေသ  | (об'єднує 3 волості в області Сікайн) |           |            |
| Самоврядна зона Палаунг | ပလောင်းကိုယ်ပိုင်အုပ်ချုပ်ခွင့်ရဒေသ | (об'єднує 2 волості в штаті Шан)      |           |            |
| Самоврядна зона Па-О    | ပအိုဝ့်ကိုယ်ပိုင်အုပ်ချုပ်ခွင့်ရဒေသ | (об'єднує 3 волості в штаті Шан)      |           |            |
| Самоврядна область Ва   | ဝကိုယ်ပိုင်အုပ်ချုပ်ခွင့်ရတိုင်း   | (об'єднує 6 волостей в штаті Шан)     |           |            |